# Bulbophyllum hahlianum
Bulbophyllum hahlianum là một loài phong lan thuộc chi Bulbophyllum.